# Jump (линейка журналов Shueisha)
Jump (ジャンプ, Janpu), также известно как Jump Comics является линией антологий манги (журналов манги) созданная Shueisha. Она началась с антологии манги Shōnen Jump в 1968 году, позже переименованной в Weekly Shōnen Jump. Происхождение названия неизвестно. Антологии Jump в первую очередь предназначены для мужской подростковой аудитории, хотя журнал Weekly Shōnen Jump был популярен и среди женской аудитории. Наряду с линейкой манга-антологий, Shōnen Jump также включает в себя кроссовер-медиа франшизу, в рамках которой были выпущены различные кроссовер-аниме и видеоигры на тему Shōnen Jump (начиная с Famicom Jump), объединяющие различных персонажей манги Shōnen Jump.

## История
В 1949 году Shueisha занялась выпуском журналов манга, первым из которых был Omoshiro Book. В 1951 году Shueisha создала женскую версию этой антологии под названием Shōjo Book. Shōjo Book привел к публикации очень успешного журнала манга Shōjo: Ribon. Omoshiro Book вышел из печати, и Shueisha решила сделать еще одну мужскую версию их успешного Shōjo Book, чтобы уравнять шансы, и сделала журнал Shōnen Book. В середине публикации Shōnen Book начал выходить Shōnen Jump (в то время журнал был полуеженедельным и не имел названия «Weekly»). Shōnen Book закончился, когда Shōnen Jump стал еженедельным журналом, правильно изменив свое название на Weekly Shōnen Jump. В 1969 году специальный выпуск под названием Bessatsu Shōnen Jump занял место Shōnen Book. В дополнение к успеху Weekly Shōnen Jump, Shueisha в 1979 году создала Seinen версию журнала под названием Young Jump (сейчас Weekly Young Jump). Bessatsu Shōnen Jump позже был переименован в Monthly Shōnen Jump и стал самостоятельным журналом. Сезонные выпуски Weekly Shōnen Jump теперь называются Akamaru Jump. В 1985 году Shueisha начала публикацию двух журналов манги, связанных с бизнесом: журнал для зарплатников под названием Business Jump и журнал для офисных леди под названием Office You, а также в 1988 году начала публикацию Super Jump. Многие другие журналы Jump, связанные с Seinen, начинались как побочные выпуски журнала Weekly Young Jump. В 1993 году Shueisha анонсировала и выпустила журнал о видеоиграх/манге V Jump, а также линию ранобэ Jump j-Books. В 2003 году компания Viz Media, принадлежащая Shogakukan, выпустила английскую версию Weekly Shōnen Jump под названием Shonen Jump. Ежемесячный Shōnen Jump прекратил свое существование в 2007 году и был заменен журналом Jump SQ., четыре серии из которого были перенесены. В дополнение к антологии Jump SQ. был создан спин-офф выпуск, названный Jump SQ.II (Second). Saikyō Jump был запущен 3 декабря 2010 года, имея тесную связь с Weekly Shōnen Jump и V Jump.

## Журналы Jump
- Зеленые названия в поджурналах были опубликованы только один раз.
- Подробную информацию о классификации см. В манге Shōnen и манге Seinen.

### Сёнен
| Название журнала    | Под-журналы | Дата                     | Выходит раз в…            |
| ------------------- | --- | ------------------------ | ------------------------- |
| Shōnen Jump         | Bessatsu Shōnen Jump | 2 Июля, 1968—1969        | раз в неделю              |
| Weekly Shōnen Jump  | - Akamaru Jump - Ani Kichi Special - Aomaru Jump - Bessatsu Shōnen Jump - e-Jump - Go!Go! Jump - Jump Heroes - Jump Maruchi Wārudo - Jump the Revolution! - Monthly Shōnen Jump - Saikyō Jump - Shōnen Jump Gag Special - Jump Giga - Shōnen Jump Next! - Super Jump - V Jump - Weekly Shōnen Jump 35 Shūnen Kinen Jump Kuronikuru - Weekly Shōnen Jump Sōkan 30 Shūnen Kinen Gengashū - Yomu Jump | Октябрь 1969 — сейчас    | еженедельно               |
| Monthly Shōnen Jump | - Hobby's Jump - Go!Go! Jump | Февраль 1970 — Июнь 2007 | Ежемесечно                |
| V Jump              | Saikyō Jump | 1993 — сейчас            | Ежемесечно                |
| Jump Square         | - Jump SQ.II (Second) - Jump SQ.19 - Jump SQ.Crown - Jump SQ.Lab - Jump SQ.Rise | Декабрь 2007 — сейчас    | Ежемесечно                |
| Saikyō Jump         | Отсутствует | 3 Декабря, 2010 — сейчас | Ежемесечно                |
| Shōnen Jump GIGA    | Отсутствует | 20 Июля, 2016 — сейчас   | Нерегулярно (Раз в сезон) |

### Seinen
| Название журнала   | Поджурналы | Дата                              | Выходит раз в…  |
| ------------------ | --- | --------------------------------- | --------------- |
| Weekly Young Jump  | Weekly Young Jump Tokubetsu Zōkan Mankaku RookiesWeekly Young Jump Zōkan MankakuYoung Jump Chō Zōkan: Ultra Jump | май 1979 г. — настоящее время     | Еженедельно     |
| Business Jump      | BJ Kon | июль 1985 г. — ноябрь 2011 г.     | Ежемесячно      |
| Hyper Jump         | Отсутствует |                                   |                 |
| Super Jump         | Oh Super Jump | декабрь 1986 г. — ноябрь 2011 г.  | Раз в полмесяца |
| Manga Allman       | Отсутствует | Октябрь 1995 г. — февраль 2002 г. | Полунедельно    |
| Ultra Jump         | Ultra Jump Zōkan                                                                                                 | 1999 — настоящее время            | Ежемесячно      |
| Monthly Young Jump | Отсутствует | май 2008 г. — по настоящее время  | Ежемесячно      |
| Quick Jump         | Отсутствует |                                   |                 |

### Лицензирование в других странах
- Shonen Jump (Viz Media, 2002–2012)
- Weekly Shonen Jump (Viz Media, 2012–2018)
- Banzai!
- Formosa Youth

## Импринт
Когда главы серии манги, первоначально опубликованной в журнале Jump, собираются и публикуются в форме танкобон, они получают различные оттиски в зависимости от первоначального журнала или типа танкобона.

### Комикс «Jump»
Jump Comics+ — это импринт танкобон для серий манги, изначально выходивших только в цифровом формате в приложении и сайте Shōnen Jump+. Jump Comics Deluxe (ジャンプコミックスデラックス, Janpu Komikkusu Derakkusu) — это айдзобан-издание, ранее выпускавшееся издательством Weekly Shōnen Jump. Сейнен манга антология Super Jump завладела этой линией и публикует под ней свою мангу. Эти тома манги имеют дорогую бумагу и новые обложки. Издание Jump Comics Deluxe «Rurouni Kenshin» было выпущено на английском языке компанией Viz под названием Rurouni Kenshin VIZBIG Edition.
Jump Comics Digital — это дополнительный импринт, добавляемый к манге из любого журнала Jump, когда она публикуется в цифровом формате. Jump Comics SQ. — импринт для серий манги, первоначально выходивших в журнале Jump Square. V Jump Comics (Vジャンプコミックス) — импринт для манги, первоначально выходившей в журнале V Jump, но теперь вместо него используется отпечаток Jump Comics. Young Jump Comics (ヤングジャンプ・コミックス) — это типография для серий, первоначально выходивших в журналах сэйнэн манга Weekly Young Jump, Business Jump и Ultra Jump.

### Jump J-Books
Jump J-Books (ジャンプ ジェイ ブックス, Janpu Jei Bukkusu), обычно называемая J-Books, — это линия ранобэ и путеводителей, выпускаемых издательством Weekly Shōnen Jump. J-Books существует практически с тех пор, как в 80-х годах появилась манга Dr. Slump, линия продолжается до сих пор и многие серии были адаптированы для романов. Jump J-Book были опубликованы на английском языке компанией Viz Media под названием SJ Fiction.

### Комикс Shueisha Bunko
Shueisha Comic Bunko (集英社文庫コミック, Shūeisha Bunko Komikku) — это бункобан-издание, выпускаемое издательством Weekly Shōnen Jump. Издания бункобан отличаются оформлением обложки и более дешевой бумагой.

### Shueisha Jump Remix
Shueisha Jump Remix (集英社ジャンプリミックス, Shūeisha Janpu Rimikkusu), сокращенно SJR, — это серия больших выпусков ранних серий Jump Comics в квадратном переплете размером с телефонную книгу. Они часто включают в себя специальные функции, такие как оригинальные иллюстрации и информацию. Shueisha Jump Remix является подразделением Shueisha Remix; существуют и другие типы Shueisha REMIX’ов, такие как Shueisha Girl’s Remix и Shueisha Home Remix.

## Места и выставки, связанные с Jump

### Jump Festa
Jump Festa (ジャンプフェスタ, Janpu Fesuta) — это выставка манги и аниме, ежегодно проводимая компанией Shueisha. Она посвящена всем журналам издательства Jump, связанным с сёнэн: Weekly Shōnen Jump, V Jump, Jump SQ., Saikyō Jump, а также ранее представленный Monthly Shōnen Jump. Также компания Square Enix, специализирующаяся на видеоиграх, рекламирует свои игры на Jump Festa, благодаря тесным связям с журналом V Jump.

## Видеоигры
Медиа-франшиза Jump включает в себя следующие видеоигры, изданные Bandai и Bandai Namco Entertainment:
- Famicom Jump: Hero Retsuden (1988)
- Famicom Jump II: Saikyō no Shichinin (1991)
- Battle Stadium D.O.N (2006)
- Jump Super Stars (2005)
- Jump Ultimate Stars (2006)
- J-Stars Victory VS (2014)
- Famicom Mini: 50th Anniversary Shōnen Jump Edition (2018)[1]
- Jump Force (2019)